# AACD-Servidor
AACD-Servidor è una stazione della linea 5 della metropolitana di San Paolo. Si trova sotto rua Pedro de Toledo, nel distretto di Moema.

## Storia
La stazione della linea 5 è stata ultimata il 31 agosto 2018 e attivata il 15 settembre successivo.

## Interscambi
Nelle vicinanze della stazione effettuano fermata diverse linee di autobus urbani e interurbani.
- Fermata autobus

## Servizi
La stazione dispone di:
- Accessibilità per portatori di handicap
- Ascensori
- Scale mobili
- Biglietteria a sportello
- Biglietteria automatica